# Warren (Tierhaltung)
Ein Warren oder Domestic Warren ist eine künstliche, eingehegte Anlage zur Tierhaltung, die speziell zur Haltung von Kaninchen zur Gewinnung von Fleisch und Fell diente. Sie entstand aus dem anglo-normannischen Konzept des free warren, einer Art Jagdlizenz oder eines Privilegs zur Jagd in einem bestimmten Waldstück.

## Anlage

### Graben und Pfahlzaun
Domestic Warrens waren gewöhnlich mit einem ziemlich breiten Wasser-Graben („moat“) umgeben. Da Kaninchen nur unter Zwang schwimmen und Wasser meiden, war dies der sicherste Ausbruchschutz. Eine Palisade („pale“) oder anderer Zaun wurde errichtet, um Räuber fernzuhalten.

### Pillow Mounds

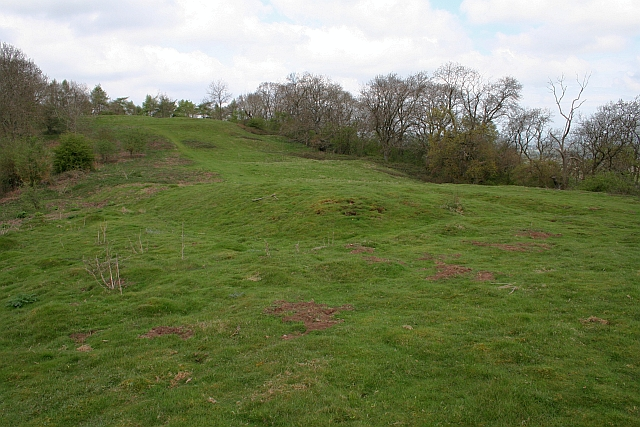
Überrest eines mittelalterlichen Pillow Mound bei Stoke Poges, England.

Charakteristische Strukturen der „cony-garth“ sind die Pillow Mounds (Kissen-Hügel), kissenartige, ovale, flache Hügel, die gelegentlich als „zigarrenförmig“ beschrieben werden und manchmal in der Form eines großen ⟨E⟩'s oder in größeren verbundenen Reihen angelegt wurden. Oft wurden diese Hügel mit vorgefertigten, steingefassten Gängen ausgestattet. Die bevorzugte Ausrichtung war auf einem sanften Hang, mit den Mounds ausgerichtet zum Fuß des Hanges um Wasserabfluss zu erleichtern. Der Boden musste weich sein, damit die Kaninchen weitere Baue bauen konnten.
Auch wenn diese Art der Tierhaltung aufgegeben wurde, finden sich noch zahlreichen Pillow Mounds in Britannien, einige werden sogar als English Heritage gepflegt. Die größte Ansammlung findet sich bei Dartmoor.

## Wortherkunft und Wortgeschichte
Das Wort leitet sich ab vom altenglischen „warenne“, einer Entlehnung aus dem Altfranzösischen „warenne“ (guarenne, garenne = Wildpark).
Die Cunicularia der Klöster waren wohl eher Großkäfige oder Ställe, als die offenen Gehege mit speziellen Strukturen, zu denen sich die Domestic Warrens letztlich entwickelten. Die Gehege der Klöster wurden als „close“, „cony-garth“ (Kaninchen-Garten), „conegar“, „coneygree“, oder „bury“ (von „burrow“, Bau) bezeichnet.

### Moderner Gebrauch
Mittlerweile wird der Begriff „warren“ auch für die wilden Baue (burrows) verwendet:

The word thus became used of a piece of ground preserved for these beasts of warren. It is now applied loosely to any piece of ground, whether preserved or not, where rabbits breed.

Darüber hinaus werden oft jegliche Baue von wilden Nagetieren als „Warren“ bezeichnet: „prairie dog warren“.
Ab 1649 wurde der Begriff auch abschätzig für schlechte, überfüllte menschliche Behausungen benutzt und erhielt die Bedeutung „Ansammlung von dicht bewohnten Wohnräumen“ (cluster of densely populated living spaces, Oxford English Dictionary, OED). Gelegentlich wird auch die Bezeichnung „warren of cubicles“ für Großraumbüros benutzt.